# Jezioro Kopane
Jezioro Kopane – jezioro na Pojezierzu Wschodniosuwalskim.
Jezioro Kopane to jezioro mezotroficzne, polodowcowe, którego  misa jest pochodzenia rynnowo-wytopiskowego. Jest usytuowane południkowo; linia brzegowa bez zatok, słabo wykształcona o brzegach piaszczystych. 
Jezioro jest ubogie w roślinność typu mezotroficznego. Brzeg północno-wschodni porasta dorodny bór sosnowy.